# Parti de la liberté conservatrice de l'Alberta

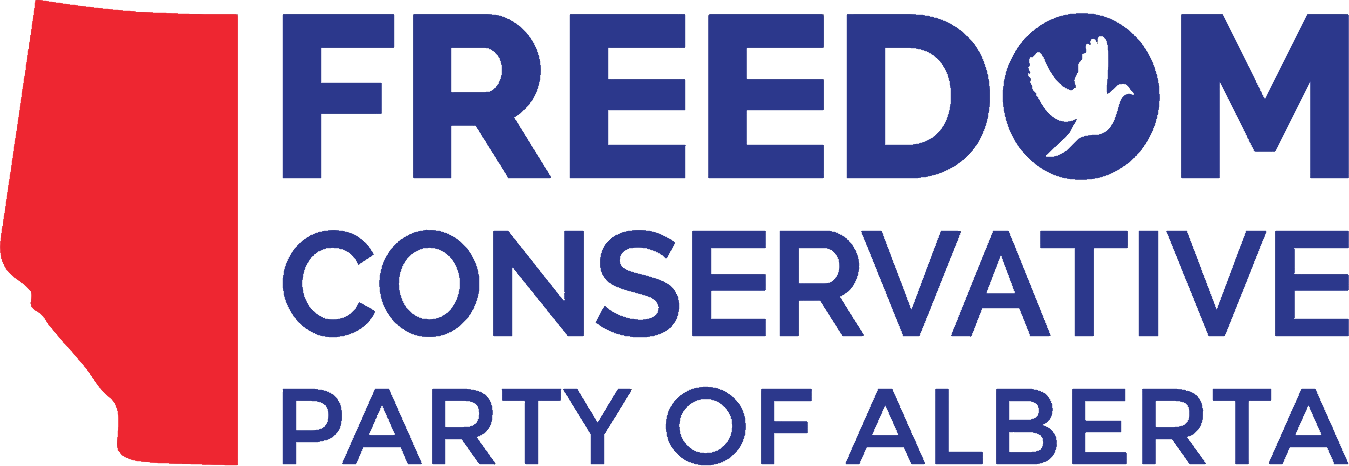
Logo du Parti de la liberté conservatrice de l'Alberta.

Le Parti de la liberté conservatrice de l'Alberta (anglais:  Freedom Conservative Party of Alberta) est un parti politique de droite en Alberta, au Canada,. Le parti a été fondé en 1999 sous le nom Alberta d'abord (anglais: Alberta First). En 2004, il a changé de nom pour devenir le Parti de la Séparation de l'Alberta jusqu'en 2013, après quoi il revint l’« Alberta d'abord ». Le 22 juin 2018, il a été annoncé que le parti allait encore changer de nom pour devenir le Parti de la liberté conservatrice de l'Alberta.
Après avoir changé son nom à « Parti de la liberté conservatrice de l'Alberta », le 22 juin 2018, le député à l'Assemblée législative de l'Alberta Derek Fildebrandt a changé son affiliation politique et a rejoint ce parti après avoir été empêché d'être candidat du Parti Conservateur Uni aux prochaines élections générales Albertaines.
Il a été nommé chef intérimaire du parti en attente d'un vote à la chefferie. Lors de l'annonce du nouveau parti, Fildebrandt a déclaré que ce dernier n'était plus un parti indépendantiste, mais plutôt, que ses membres étaient "des conservateurs, des libertaires et de patriotes albertains".
Le parti prévoit présenter des candidats dans des châteaux forts conservateurs, telles que les zones rurales de l'Alberta.